# Родионова, Ирина Гавриловна
Ирина Гавриловна Родионова (11 августа 1954 года) — советский и российский учёный-металлург, специалист в области разработки научных основ получения биметаллов с коррозионно-стойким плакирующим слоем и технологии их производств. Доктор технических наук, старший научный сотрудник, заместитель директора Центра физической химии, материаловедения, биметаллов и специальных видов коррозии ЦНИИчермет имени И. П. Бардина. Лауреат Премии Правительства Российской Федерации в области науки и техники (2013 г.).

## Биография
Ирина Гавриловна Родионова родилась 11 августа 1954 года. После окончания Московского института стали и сплавов в 1977 г. И. Г. Родионова начала работать на кафедре металловедения стали и высокопрочных сплавов этого института. Занимала должности инженера и младшего научного сотрудника. С 1981 по 1984 гг. обучалась в аспирантуре. В 1984 г. защитила кандидатскую диссертацию. С 1984 г. и по настоящее время работает в ФГУП «ЦНИИчермет им. И. П. Бардина». Доктор технических наук с 2006 года. Ныне — заместитель директора Центра физической химии, материаловедения, биметаллов и специальных видов коррозии ЦНИИчермет имени И. П. Бардина.

## Научная деятельность
Основным направлением научной деятельности И. Г. Родионовой стала разработка научных основ получения биметаллов с коррозионно-стойким плакирующим слоем, технологии их производства, в том числе методом электрошлаковой наплавки, и освоение созданных технологий на практике. Результаты работы позволили решить задачу обеспечения нефтедобывающей и нефтеперерабатывающей промышленности качественно новой отечественной металлопродукцией.
Со второй половины 1990-х годов одним из основных направлений деятельности И. Г. Родионовой стало исследование факторов, определяющих коррозионную стойкость стали для нефтепромысловых трубопроводов, тепловых сетей и других видов оборудования. Было установлено, что прогресс в развитии черной металлургии, обусловленный, в первую очередь, разработкой и внедрением новых технологий выплавки и обработки металла, при недостаточно корректном выборе технологических параметров может приводить к загрязнению стали неметаллическими включениями, отрицательно влияющими на ряд важнейших свойств металла: коррозионную стойкость, качество поверхности, усталостные и другие характеристики. В частности, проведенными исследованиями было доказано, что основной причиной аномально высоких скоростей коррозии нефтепромысловых трубопроводов, тепловых сетей н некоторых других видов оборудования является загрязненность стали неметаллическими включениями особого типа, вносимыми в сталь в процессе ковшовой обработки. Такие включения получили название коррозионно-активных неметаллических включений (КАНВ). Были разработаны и внедрены специальные методы, позволившие определить источники их возникновения и скорректировать технологические параметры выплавки и внепечной обработки для обеспечения чистоты стали по включениям этого типа.
С 2001—2004 гг. И. Г. Родионова принимает активное участие в разработке технологии и освоении промышленного производства новых классов, типов и марок автолистовых сталей. Решение поставленных задач потребовало использования оригинальных наукоемких подходов. Они основаны на возможности получения необходимого структурного состояния и заданного уровня свойств стали путем управления процессами формирования выделений неметаллических избыточных фаз, состоянием твердого раствора, границ зерен, форм присутствия примесей на всех этапах производства. Было создано более 30 новых марок автолистовых сталей, производство которых было освоено на ОАО «ММК» и ОАО «Северсталь». За исследования в этой области в 2013 г. И. Г. Родионова была удостоена Премии Правительства РФ в области науки и техники.
Родионова И. Г. автор 260 научных трудов, в том числе двух монографий и 50 патентов. Член ГАК по специальности «Металловедение и термообработка металлов и сплавов» в НИТУ «МИСиС». Под ее руководством защищены 10 диссертаций на соискание ученой степени кандидата технических наук. Член редакционной коллегии журнала «Проблемы чёрной металлургии и материаловедения».